# Partition des Alpes

Carte de la Partition des Alpes.

La Partition des Alpes (en italien : Partizione delle Alpi) est une classification des massifs de l'arc alpin adoptée en 1924 à l'occasion du IXe congrès géographique italien et officialisée en 1926. Elle a été l'une des premières subdivisions européennes à prendre en considération l'ensemble du territoire alpin et pas seulement celui inclus au sein des frontières d'un seul État. Malgré son ancienneté, la classification est encore utilisé dans de nombreux textes didactiques et études,.
La Partition des Alpes est tripartite, séparant le massif alpin en 3 systèmes, les Alpes occidentales, les Alpes centrales et les Alpes orientales, qui sont à leurs tour divisés en un total de 26 sections et 112 sous-sections.

## Alpes occidentales
Selon la Partition des Alpes, les Alpes occidentales s'étendent du col d'Altare au Petit col Ferret et leur plus haut sommet est le mont Blanc à 4 806 m. Suivant les critères de la classification, les Alpes occidentales sont divisées en sections et groupes énumérés dans le tableau ci-dessous.
| Numéro du système | Nom                  | Limites | Groupes | Altitude max.                    | Photo du plus haut sommet |
| ----------------- | -------------------- | --- | --- | -------------------------------- | ------------------------- |
| 1                 | Alpes maritimes      | du col d'Altare au col de Larche                                                                              | 1a : Alpes ligures 1b : Alpes du Var : Mercantour-Argentera, Pelat 1c : Préalpes de Nice                                                                                   | 3 290 m (mont Argentera)         |                           |
| 2                 | Alpes cottiennes     | du col de Larche au col du Mont-Cenis                                                                         | 2a : Alpes cottiennes méridionales : Chambeyron, Parpaillon 2b : Alpes cottiennes centrales : Queyras, Escreins 2c : Alpes cottiennes septentrionales : Mont-Cenis, Cerces | 3 841 m (mont Viso)              |                           |
| 3                 | Alpes grées          | du col du Mont-Cenis au Petit col Ferret                                                                      | 3a : massif du Grand Paradis 3b : Alpes de la Tarentaise : Vanoise, Lauzière 3c : Groupe du mont Blanc : massif du Mont-Blanc, Beaufortain                                 | 4 806 m (mont Blanc)             |                           |
| 4                 | Alpes de Provence    | Du Verdon au cours supérieur de la Durance                                                                    | 4a : groupe de l'Asse : Préalpes de Digne, Trois-Évêchés 4b : groupe de la Bléone : Préalpes de Digne, Trois-Évêchés                                                       | 2 961 m (Tête de l'Estrop)       |                           |
| 5                 | Alpes du Dauphiné    | La Guisane, la Durance, lac de Serre-Ponçon, le Drac, l'Isère, l'Arc, la Valloirette                          | 5a : groupe du Champsaur : Écrins 5b : groupe du mont Pelvoux : Écrins, Taillefer 5c : Alpes de Maurienne : Arves, Grandes Rousses et Belledonne                           | 4 101 m (Barre des Écrins)       |                           |
| 6                 | Préalpes de Provence | Entre la mer Méditerranée, le Var, le cours médian du Verdon et le cours inférieur de la Durance              | 6a : chaînes des Plans : Préalpes de Castellane 6b : montagne Sainte-Victoire 6c : massif de la Sainte-Baume 6d : massif des Maures 6e : massif de l'Esterel               | 1 996 m (Puy de Rent)            |                           |
| 7                 | Préalpes du Dauphiné | Entre le Rhône, l'Isère, le cours médian de la Durance et le Drac                                             | 7a : massif du Luberon 7b : Préalpes du Vaucluse : monts du Vaucluse, Baronnies 7c : Préalpes du Dévoluy : Dévoluy, Bochaine 7d : Vercors : massif du Vercors, Diois       | 2 789 m (Grande Tête de l'Obiou) |                           |
| 8                 | Préalpes de Savoie   | Entre le Trient, l'Arve, l'Arly, l'Isère, le Léman et la portion du Rhône comprise entre Martigny et le Léman | 8a : Alpes du Chablais : Chablais, Giffre 8b : groupe du Reposoir : Bornes, Aravis 8c : massif des Bauges 8d : massif de la Chartreuse                                     | 3 257 m (Haute Cime)             |                           |

## Alpes centrales
Selon la partition des Alpes, les Alpes centrales s'étendent du Petit col Ferret au col du Brenner et leur plus haut sommet est le mont Rose (4 634 m). Suivant les critères de la classification, les Alpes centrales sont divisées en sections et groupes répertoriés dans le tableau ci-dessous.
| Numéro du système | Nom                 | Limites                                                                                                  | Groupes | Altitude max.                 | Photo du plus haut sommet |
| ----------------- | ------------------- | --- | --- | ----------------------------- | ------------------------- |
| 9                 | Alpes pennines      | Du Petit col Ferret au col du Simplon                                                                    | 9a : Alpes valaisannes 9b : groupe de la Valsesia | 4 634 m (Pointe Dufour)       |                           |
| 10                | Alpes lépontines    | Du col du Simplon au col du Splügen                                                                      | 10a : massif du Monte Leone 10b : Adula 10c : Alpes tessinoises | 3 552 m (Monte Leone)         |                           |
| 11                | Alpes rhétiques     | Du col du Splügen au col de Resia                                                                        | 11a : chaîne de l'Albula et Silvretta 11b : chaîne de Plessur 11c : Rätikon 11d : massif de Verwall 11e : chaîne de la Bernina 11f : groupe de l'Umbrail 11g : Alpes de l'Ötztal 11h : Alpes de Stubai 11i : Alpes sarentines 11j : Alpes d'Ortles : Ortles, Sobretta-Gavia 11k : massif de Non 11l : Adamello-Presanella 11m : massif de Brenta | 4 048 m (Piz Bernina)         |                           |
| 12                | Alpes bernoises     | Entre le Rhône et la Reuss, lac des Quatre-Cantons - lac de Brienz, lac de Thoune, la Simme et la Sarine | 12a : groupe du Finsteraarhorn 12b : groupe du Wildhorn 12c : Alpes uranaises | 4 274 m (Finsteraarhorn)      |                           |
| 13                | Alpes glaronaises   | Entre la Reuss et le Rhin                                                                                | 13a : groupe du Tödi 13b: groupe du Sardona | 3 613 m (Tödi)                |                           |
| 14                | Préalpes suisses    | Entre le Léman et le lac de Constance jusqu'au Plateau suisse                                            | 15a : Préalpes du Simmental 15b : Préalpes de l'Emmental 15c : Préalpes de Schwytz ou de la Linth | 2 969 m (Schilthorn)          |                           |
| 15                | Préalpes bavaroises | Entre le Rhin, le lac de Constance, l'Arlberg, l'Inn et le Plateau bavarois                              | 16a : Alpes d'Allgäu 16b : Alpes de Lechtal 16c : monts de l'Achensee | 2 656 m (Grosser Krottenkopf) |                           |
| 16                | Préalpes lombardes  | Entre le lac Majeur, l'Adda, l'Adige et la vallée du Pô                                                  | 14a : Préalpes luganoises 14b : Alpes bergamasques 14c : Préalpes bergamasques 14d : Préalpes de Brescia 14e : Préalpes des Judicaries ou de la vallée de Ledro 14f : groupe du Monte Baldo | 3 052 m (Pizzo di Coca)       |                           |

## Alpes orientales
Selon la partition des Alpes, les Alpes orientales s'étendent du col du Brenner au col de Vrata et leur plus haut sommet est le Grossglockner (3 798 m). Suivant les critères de la classification, les Alpes orientales sont divisées en sections et groupes énumérés dans le tableau ci-dessous.
| Numéro du système | Nom                   | Limites                                                        | Groupes | Altitude max.             | Photo du plus haut sommet |
| ----------------- | --------------------- | -------------------------------------------------------------- | --- | ------------------------- | ------------------------- |
| 17                | Alpes noriques        | Du col du Brenner au col de Schober                            | 17a : Alpes de Tux 17b : Alpes de Zillertal 17c : Hohe Tauern 17d : Niedere Tauern 17e : Alpes de Carinthie                                                                                                   | 3 798 m (Grossglockner)   |                           |
| 18                | Dolomites             | Entre l'Adige, le Piave et la Rienza                           | 18a : Alpes du val Gardena et du val di Fassa 18b : massif de la Marmolada 18c : Alpes d'Ampezzo et du Cadore 18d : Alpes de la Valsugana et de Primiero                                                      | 3 343 m (Marmolada)       |                           |
| 19                | Alpes carniques       | Du col du Monte Croce di Comelico au col de Camporosso         | 19a : Alpes de Gailtal 19b : Alpes Tolmezzine | 2 780 m (Monte Coglians)  |                           |
| 20                | Alpes juliennes       | Du col de Camporosso au col de Vrata                           | 20a : Alpes juliennes septentrionales 20b : Plateau du Karst 20c : Kasrt Corniolino | 2 864 m (Triglav)         |                           |
| 21                | Préalpes Trivenete    | Entre l'Adige, la Brenta, le Piave, le Tagliamento et l'Isonzo | 21a : monts Lessini 21b : haut plateau d'Asiago 21c : groupe du Monte Grappa 21d : Préalpes bellunoises 21e : Préalpes carniques 21f : Préalpes juliennes                                                     | 2 706 m (Cima dei Preti)  |                           |
| 22                | Plateau du Karst      | Entre l'Isonzo et la baie de Kvarner                           | 22a : Petit Karst 22b : Karst istriote | 1 401 m (Učka)            |                           |
| 23                | Alpes salzbourgeoises |                                                                | 23a : Alpes de Kitzbühel 23b : Steinernes Meer 23c : Kaisergebirge 23d : Leoganger Steinberge 23e : massif de Tennen 23f : massif du Dachstein                                                                | 2 995 m (Hoher Dachstein) |                           |
| 24                | Alpes autrichiennes   | Entre la Traun, la Salza, la Mürz et le Danube                 | 24a : massif mort 24b : groupe du Grosser Pyhrgas 24c : Sengsengebirge 24d : Alpes d'Ennstal 24e : groupe du Hochschwab 24f : Raxalpe 24g : groupe du Schneeberg 24h : Préalpes de l'Ötscher 24i : Wienerwald | 2 277 m (Hochschwab)      |                           |
| 25                | Préalpes de Styrie    | Entre la Drave, le Lavant, la Mürz et la plaine du Danube      | 25a : Alpes de Stub 25b : Alpes de Glein 25c : Alpes de Hoch 25d : Koralpe 25e : Windichen Bühel 25f : monts Stiriani 25g : Bucklige Welt 25h : Rosalien-Gebirge                                              | 2 184 m (Ameringkogel)    |                           |
| 26                | Caravanche            | Entre la Drave et la Save                                      | 26a : chaîne des Caravanche 26b : Pohorje | 2 558 m (Grintovec)       |                           |

## Comparaison avec la subdivision orographique internationale unifiée du système alpin
La Partition des Alpes a été l'une des premières à considérer l'ensemble de la chaîne alpine et pour cette raison elle s'est répandue à l'international et est également la base de textes italiens et français récents consacrés au système alpin.
Cependant, selon l'auteur de la subdivision orographique internationale unifiée du système alpin, cette classification est centrée sur l'Italie, car elle ne partage pas la bipartition (identifiant trois « parties majeures » et non deux) généralement utilisée dans les classifications du système alpin dans d'autres États, comme l'Autriche. En outre, la Partition des Alpes repose sur des hypothèses erronées, car elle inclut des territoires de la chaîne alpine qui, selon certains chercheurs, n'en feraient pas partie.
La SOIUSA, en revanche, a également été critiquée ; par exemple Werner Bätzing considère cette classification alpine comme « un mélange de points de vue très différents, définis de manière pragmatique et non systématique », ce qui, selon le chercheur, conduit à un manque de clarté sur les critères retenus pour la subdivision.
Le tableau ci-dessous montre les principales différences qui distinguent la partition des Alpes de la subdivision orographique internationale unifiée du système alpin.
| Élément de comparaison                                                                | Partition des Alpes | SOIUSA |
| ------------------------------------------------------------------------------------- | --- | --- |
| Structure générale                                                                    | Trois « grandes parties » (Alpes occidentales, Alpes centrales, Alpes orientales).                                                                                          | Deux « grandes parties » (Alpes occidentales et orientales). |
| Points extrêmes des Alpes                                                             | Du col d'Altare au col de Vrata. | Du col d'Altare au bassin de Vienne. |
| Alpes ligures et Alpes maritimes                                                      | Les Alpes ligures forment un groupe de la section Alpes maritimes. | Ce sont deux sections indépendantes. |
| Montagnes du sud de la Provence                                                       | Inclus dans les Alpes. | Exclus, suivant le critère du savant français Raoul Blanchard. |
| Alpes de Provence et Préalpes de Provence                                             | Ils constituent deux secteurs distincts. | Réunis dans le secteur Alpes et Préalpes de Provence. |
| Montagnes de Vaucluse, de Lure et Luberon                                             | Inclus dans les Préalpes du Dauphiné. | Inclus dans les Alpes et Préalpes de Provence, étant administrativement dans cette région. |
| Certaines zones du sud du Plateau suisse                                              | Inclus dans les Préalpes suisses. | Exclus des Alpes, selon le critère de la littérature géographique suisse qui les considère comme faisant partie du Plateau suisse. |
| Préalpes lombardes                                                                    | Constituent une seule section des Alpes centrales. | Divisé en trois sections, deux situées dans les Alpes orientales centrales (Préalpes luganèses et Alpes et Préalpes bergamasques), et une appartenant aux Préalpes orientales méridionales (Préalpes de Brescia et Gardesane). Ceci est une conséquence du choix de diviser les Alpes en seulement deux parties, à savoir « Alpes occidentales » et « Alpes orientales », selon le critère de la littérature géographique en allemand.   |
| Alpes rhétiques                                                                       | Constituent une seule section des Alpes centrales. | Divisé en trois sections, deux situées dans les Alpes orientales centrales (Alpes rhétiques occidentales et Alpes rhétiques orientales), et une appartenant aux Alpes Préalpes orientales méridionales (Alpes rhétiques du Sud). Ceci est une conséquence du choix de diviser les Alpes en seulement deux parties, à savoir « Alpes occidentales » et « Alpes orientales », selon le critère de la littérature géographique en allemand. |
| Dénomination « Alpes noriques »                                                       | Dénomination du secteur des Alpes entre le col du Brenner et le col de Schober.                                                                                             | Nom non utilisé, car absent de la littérature géographique autrichienne la plus récente, qui l'a abandonné car il comprend une zone jugée trop grande; la zone considérée comme « Alpes noriques » par la partition des Alpes est divisée en SOIUSA en Alpes du Tauern occidental (section 17), Niedere Tauern (section 18), Alpes styriennes et carinthiennes (section 19) et Alpes schisteuses tyroliennes (article 23).               |
| Dénominations « Alpes bavaroises », « Alpes de Salzbourg » et « Alpes autrichiennes » | Noms utilisés. | Noms non utilisés, car absents de la littérature géographique moderne en allemand. |
| Alpes juliennes                                                                       | Étendues du col de Camporosso au col de Vrata. | Étendues du col de Camporosso au col de Godovici, à l'exclusion d'un secteur considéré par la littérature géographique slovène et autrichienne n'appartenant pas aux Alpes, mais aux Alpes dinariques. |
| Plateau du Karst                                                                      | Inclus dans la classification alpine. | Exclus du système alpin. |
| Dénomination « Préalpes slovènes »                                                    | Non présent ; la zone correspondante est considérée comme faisant partie des Alpes juliennes (la partie ouest), ou ne faisant pas partie du système alpin (zone orientale). | Dénomination utilisée pour indiquer une section alpine, selon le critère suivi dans la littérature géographique slovène. |

L'inclusion ou l'exclusion du plateau du Karst dans le système alpin fait depuis longtemps l'objet de débats. L'inclusion a également été récemment soutenue par le spécialiste italien des phénomènes karstiques Fabio Forti ; il a affirmé que, selon la littérature alpine, la région est bien une charnière entre le système alpin et le système dinarique, mais elle peut être attribuée au premier pour des raisons géographiques, géomorphologiques et géologiques. La SOIUSA, en revanche, exclut le plateau du Karst du système alpin, car selon la littérature géographique slovène, la zone karstique appartient aux Alpes dinariques, divisée comme suit : montagnes d'Istrie et du Karst (acronyme A1) ; groupe Selva di Tarnova (acronyme B1) ; groupe Monte Nevoso - Risnjak (acronyme B2) ; large plateau de la Carniole intérieure et de la Basse-Carniole (acronyme B3).